# Oberfranken
Oberfranken (Opper-Franken) is zowel een Bezirk als een Regierungsbezirk (regio) van Beieren, een deelstaat van Duitsland.

## Indeling
Oberfranken bestaat uit 7 Landkreise en 3 Kreisfreie steden.
| Landkreise | Kreisfreie Städte                       |
| --- | --------------------------------------- |
| 1. Bayreuth 2. Bamberg 3. Coburg 4. Forchheim 5. Hof 6. Kronach 7. Kulmbach 8. Lichtenfels 9. Wunsiedel im Fichtelgebirge | 1. Bamberg 2. Bayreuth 3. Coburg 4. Hof |